# Gynophobie
Gynophobie (von altgriechisch γυνή gynḗ, deutsch ‚Frau‘, und φόβος phóbos, deutsch ‚Furcht‘) oder Gynäkophobie bezeichnet Angst vor Frauen. Die Unterform Caligynephobie oder Venustraphobie bezeichnet die Angst vor Frauen, die der betreffende attraktiv findet. Eine starke Angst vor Männern bezeichnet die Androphobie und eine vor Menschen die Anthropophobie. Das Gegenteil einer Gynäkophobie bezeichnet man als Philogynie („Frauenfreundlichkeit“).
Marcus Tullius Cicero berichtet, dass die griechische Philosophie Misogynie als die Äußerung einer Gynophobie sah.